# 克列諾韋 (沃洛達爾卡區)
49°30′36″N 29°39′34″E / 49.51000°N 29.65944°E
克萊諾韋（烏克蘭語：Кленове）是位於烏克蘭北部的村莊，由基辅州白采爾克瓦區的沃洛達爾卡市鎮負責管轄。該村始建於1975年，面積0.41平方公里，海拔高度228米，2001年人口53，人口密度每平方公里202.4人。